# Saint Omer (película)
Saint Omer es una película francesa de 2022 dirigida por Alice Diop y protagonizada por Kayije Kagame y Guslagie Malanda.
Es el primer largometraje narrativo de Diop después de trabajar como directora de documentales. En la película, Rama (Kagame) es una joven novelista embarazada que asiste al juicio de Laurence Coly (Malanda), una mujer senegalesa acusada de asesinar a su hijo de 15 meses dejándolo en una playa para que se lo lleve la marea, con el fin de convertir el trágico acontecimiento en un relato literario de Medea 
La película se estrenó en competición en el 79.º Festival Internacional de Cine de Venecia el 7 de septiembre de 2022,  donde ganó el Leone del Futuro a la mejor ópera prima. Se realizaron proyecciones adicionales en el Festival Internacional de Cine de Toronto de 2022 y en el Festival de Cine de Nueva York de 2022 antes del estreno en cines en Francia el 23 de noviembre de 2022.

## Sinopsis
Rama es una novelista embarazada que decide observar el juicio de Laurence Coly y escribir sobre el caso. Coly es una inmigrante senegalesa que vive en Francia y que dejó a su hija de 15 meses en una playa para que la marea se la llevara. Rama planea escribir un recuento moderno del mito griego de Medea sobre el caso. A medida que aprende más sobre la vida de Coly, Rama se vuelve cada vez más ansiosa por su propia vida y el embarazo.

## Reparto
- Kayije Kagame como Rama
- Guslagie Malanda como Laurence Coly
- Aurélia Petit
- Valérie Dréville
- Salih Sigirci como Salih
- Fatih Sahin como Fatih
- Atillahan Karagedik cómo Jackson
- Ege Güner como Ege Güner
- Mustili cómo Mustafa
- Lionel Top

## Recepción
Según el sitio web de agregación de reseñas Rotten Tomatoes, Saint Omer tiene un índice de aprobación del 100% basado en 11 reseñas de críticos, con una calificación promedio de 9.0/10.